# Головна функція стійкості
У математиці головна функція стійкості — це інструмент, який використовується для аналізу стійкості синхронізованого стану в динамічній системі, що складається з багатьох ідентичних систем, з’єднаних разом
Розглянемо систему с {\displaystyle N} однакових осциляторів. Вважатимемо, що без зв’язку вони еволюціонують у відповідності до однакового диференціального рівняння {\displaystyle {\dot {x}}_{i}=f(x_{i})} де {\displaystyle x_{i}} позначає стан осцилятора {\displaystyle i} . Синхронний стан системи осциляторів - це стан коли стани всіх осциляторів системи співпадають.
Введемо зчепленість осциляторів у вигляді силуи зчеплення {\displaystyle \sigma }, попарні зв'язки між осциляторами визначимо за допомогою  матиці {\displaystyle A_{ij}}, функція {\displaystyle g} визначає стан окремого осцилятора. Введення зв’язку призводить до наступного рівняння:
{\displaystyle {\dot {x}}_{i}=f(x_{i})+\sigma \sum _{j=1}^{N}A_{ij}g(x_{j}).}

Основна функція стійкості тепер визначається як функція, яка відображає комплексне число {\displaystyle \gamma } до найбільшого показника Ляпунова рівняння
{\displaystyle {\dot {y}}=(Df+\gamma Dg)y.}
Синхронний стан системи зв'язаних осциляторів є стійким, якщо головна функція стійкості від'ємна при {\displaystyle \sigma \lambda _{k}} де {\displaystyle \lambda _{k}} коливається у власних значеннях матриці зв’язку {\displaystyle A} .